# Associazione Sportiva Jesi 1937-1938
Questa voce raccoglie le informazioni riguardanti l'Associazione Sportiva Jesi nelle competizioni ufficiali della stagione 1937-1938.

## Rosa
| N. |                   | Ruolo | Calciatore          |
| -- | ----------------- | ----- | ------------------- |
|    | Italia (bandiera) |       | Bruno Babini        |
|    | Italia (bandiera) |       | Augusto Brecciaroli |
|    | Italia (bandiera) |       | Ermanno Bugari      |
|    | Italia (bandiera) |       | Gino Cardinali      |
|    | Italia (bandiera) |       | Adelelmo Carlini    |
|    | Italia (bandiera) |       | Giovanni De Lillo   |
|    | Italia (bandiera) |       | Romolo Fusario      |
|    | Italia (bandiera) |       | Sempronio Leoni     |

| N. |                   | Ruolo | Calciatore                |
| -- | ----------------- | ----- | ------------------------- |
|    | Italia (bandiera) |       | Mario Maggi               |
|    | Italia (bandiera) |       | Vincenzo Mancinelli       |
|    | Italia (bandiera) | C     | Giulio Negri              |
|    | Italia (bandiera) |       | Orfeo Pagliari            |
|    | Italia (bandiera) |       | Carlo Presenti            |
|    | Italia (bandiera) |       | Renato Sabatini           |
|    | Italia (bandiera) | C     | Mario Silvestrelli (II)   |
|    | Italia (bandiera) |       | Ottorino Silvestrelli (I) |